# Kúfa
Kúfa (arabsky الكوفة‎‎, al-Kúfa) je město v Iráku. Leží na levém, západním břehu Eufratu v guvernorátu Nadžaf, 10 kilometrů severovýchodně od jeho střediska, města Nadžaf. Žije zde přibližně 128 000 obyvatel. Funguje zde univerzita (založena 1987).
Město bylo založeno na území dříve ovládaném Sasánovskou říší v roce 638 (nedlouho po hidžře) a mělo velký význam v raném islámském období. Dalo název mimo jiné kúfskému písmu a pokrývce hlavy zvané kefíja. Roku 657 zde čtvrtý chalífa Alí ibn Abí Tálib ustanovil své hlavní město a o čtyři roky později zde byl zavražděn.
Kúfa je díky svému historickému významu náboženským střediskem a poutním místem ší'itských muslimů.